# Konformace gauche
Konformace gauche [goš] je v organické chemii zvláštní případ konformace, kdy jsou dva vicinální substituenty nejstabilnější v synklinální poloze (tj. v poloze s torsním úhlem kolem 60°).
Za běžných okolností je z důvodu sterických a elektronových efektů nejstálejší konformací ta, při které jsou skupiny co nejdále od sebe, tedy s torsním úhlem 180°. U některých vysoce elektronegativních substituentů se ale setkáváme s tzv. efektem gauche, kdy je konformace gauche tou stabilnější.

Efekt gauche je vysvětlován hyperkonjugací, přesunem elektronové hustoty z vazebného orbitalu sigma vazby C–H do nevazebného orbitalu sigma vazby C–F. Fluor je dobrým příjemcem elektronů z důvodu vysoké elektronegativity.

Různé konformace butanu, písmeno B znázorňuje konformaci gauche
1,2-difluorethan je příkladem sloučeniny, u které je tato konformace stálejší
Efekt hyperkojugace, díky kterému může být gauche konformace stálejší